# Friedrich Münzer
Friedrich Münzer (22 avril 1868 – 20 octobre 1942) est un historien allemand, professeur de philologie classique, dont les travaux ont permis le développement de la prosopographie romaine et la mise en lumière du rôle des familles romaines (gentes) dans les luttes politiques de la Rome antique.

## Biographie

### Début de carrière
Friedrich Münzer est né à Oppeln en province de Silésie, issu d'une famille commerçante juive. Il entre à l'université de Leipzig puis en 1887 à l'université de Berlin où il rédige sa thèse De Gente Valeria sous la direction d'Otto Hirschfeld. En 1893, il se rend à  Rome où il est recruté par Georg Wissowa qui le charge de rédiger des articles biographiques pour l'encyclopédie « Pauly-Wissowa ». Il se rend par la suite à Athènes et participe aux fouilles archéologiques sur l'Acropole. Il y rencontre Clara Engels qu'il épouse deux ans plus tard, le 4 septembre 1897.
Entre-temps, en 1896, Münzer travaille pour l'université de Bâle. Il obtient la seconde chaire de philologie classique en 1902. En 1912, il accepte un poste à Königsberg, le faisant intégrer officiellement la fonction publique allemande.
Son épouse Clara décède lors de la pandémie de la grippe de 1918, le 15 décembre. En 1921, Münzer obtient un poste à l'université de Münster. Son principal ouvrage, Römische Adelsparteien und Adelsfamilien (« noblesse et familles nobles romaines »), est publié en 1920 et lui vaut d'accéder à la célébrité pour la première fois. Il devient doyen de l'université en 1923. En 1924, il se remarie avec une veuve, Clara Lunke, née Ploeger.

### Période nazie
Münzer a jusqu'à présent adopté une attitude apolitique mais les évènements de 1933 le rattrapent, sous la forme d'une loi qui cherche à renvoyer les communistes, les non-Aryens et les opposants au parti nazi de la fonction publique. Si les fonctionnaires nommés avant 1914 sont en théorie exemptés, Münzer ne conserve son poste que grâce à l'intervention de collègues et étudiants influents. En janvier 1935, une nouvelle loi prévoit la démission de tous les professeurs âgés de plus de 65 ans afin de libérer des postes pour nommer des sympathisants nazis. Münzer démissionne officiellement le 23 juillet 1935.
Sa deuxième épouse décède en 1935. Le 14 novembre de cette même année, Münzer est officiellement reconnu comme juif, un statut qui fait que la plupart de ses collègues et connaissances prennent leur distance. Néanmoins, Münzer poursuit la rédaction d'articles biographiques pour Pauly-Wissowa qui continuent d'accepter son travail, malgré la loi interdisant les juifs de publication. En 1938, une nouvelle loi le contraint à compléter son nom d'un terme à consonance juive et il devient officiellement connu comme le « Juif Friedrich Israel Münzer ». Dans une lettre du 12 décembre 1938 adressée à Ronald Syme, il écrit que cette nouvelle situation l'affecte profondément mais qu'il est conscient que son sort est préférable à bien d'autres. En dépit des conseils de ses proches, il refuse de quitter l'Allemagne. En juillet 1942, il est arrêté par la Gestapo et est envoyé au camp de concentration de Theresienstadt. Sa fille adoptive Margerete lui obtient quelques privilèges comme le droit d'envoyer et de recevoir du courrier. Finalement, ordre est donné de libérer Münzer mais il décède peu de temps avant à cause d'une épidémie d'entérite qui fait des ravages dans le camp. Sa fille Margarete reçoit la notice de libération le jour même du décès de son père.

## Travaux publiés
- De Gente Valeria, Berlin Dissertation, Oppeln, 1891.
- Die Entstehung der Historien des Tacitus (« L'origine des Histoires de Tacite »), 1901.
- Cacus der Rinddieb (« Cacus le voleur de bétail »), 1911.
- Römische Adelsparteien und Adelsfamilien (« Noblesse et familles nobles romaines »), J. B. Metzler, Stuttgart, 1920.
- Die Entstehung des römischen Principats (« L'origine des principats romains »), 1927.
- Plusieurs milliers d'articles biographiques publiés dans la Pauly-Wissowa RE : nomina gentilicia de C à P.